# クリスティアン・フロム
クリスティアン・フロム（Christian Fromm、1990年8月15日 - ）はドイツの男子バレーボール選手。ポジションはアウトサイドヒッター。ドイツ代表。

## 来歴
- クラブチーム

ベルリン出身。2008年、VCO Berlinへ入団。2009/10シーズンにVfB Friedrichshafenへ移籍。ブンデスリーガでは2連覇を果たした。2011/12シーズンはSWD powervolleys Dürenでプレーした。2012/13シーズンはイタリアセリエA2のSWD powervolleys Dürenでプレーした。2013/14シーズンはAltotevere Pallavoloと契約し、リーグ7位となった。その後はSir Safety Perugia Volley移籍すると2015/16シーズンのセリエA1リーグで準優勝した。2016/17シーズンはVero Volley Monzaでプレーした。2017/18シーズンはトルコリーグのArkas Spor Kulübüへ移籍し、リーグ準優勝を果たした。2018/19シーズンはポーランドプラスリーガのJastrzębski Węgielへ加入し、リーグ3位、ポーランドカップ準優勝した。2020/21シーズンはギリシャリーグのOlympiacosへ移籍し、リーグ優勝を果たした。2022/23シーズンはFoinikas Syros ONEXへ移籍し、ギリシャリーグで3位となった。2023/24シーズンはルーマニアのRapid Bucureștiと契約した。
- 代表チーム

アンダーカテゴリーの代表として2007年のU-19世界選手権に出場した。2011年、シニア代表に初選出され、同年のワールドリーグでデビュー。2013年のワールドリーグでは7位となった。2014年にポーランドで開催された世界選手権では銅メダルを獲得した。2017年、欧州選手権で銀メダルを獲得した。2018年、ネーションズリーグに出場した。2019年、欧州選手権に出場した。2021年の欧州選手権では6位となった。2022年の世界選手権に出場した。2023年のパリ五輪予選ではパリ五輪の出場権獲得に貢献した。
- 私生活

2017年6月に同じくバレーボール選手であり女子代表のマーレン・フロムと結婚した。

## 球歴
- 世界選手権 - 2014年、2022年
- オリンピック予選 - 2023年
- 欧州選手権 - 2013年、2015年、2017年、2019年、2021年、2023年
- ワールドリーグ - 2011年、2012年、2013年、2014年、2016年、2017年
- ネーションズリーグ - 2018年、2019年、2021年、2022年、2023年

## 所属クラブ
- VCO Berlin（2008-2009年）
- VfB Friedrichshafen（2009-2011年）
- SWD powervolleys Düren（2011-2012年）
- SWD powervolleys Düren（2012-2013年）
- Altotevere Pallavolo（2013-2014年）
- Sir Safety Perugia Volley（2014-2016年）
- Vero Volley Monza（2016-2017年）
- Arkas Spor Kulübü（2017-2018年）
- Jastrzębski Węgiel（2018-2020年）
- Olympiacos（2020-2021年）
- Callipo Sport（2021-2022年）
- Foinikas Syros ONEX（2022-2023年）
- Rapid București（2023-）